# Batterie Fedderwarden
Die Batterie Fedderwarden war ein Festungsbauwerk zum Schutz der Wesermündung in Fedderwardersiel. Sie gehört mit den Schanzen bei Großwürden, Waddens, Blexen und der Schanze auf den Oberahnschen Feldern zu den fünf Franzosenschanzen Butjadingens.

## Aufbau
Die Batterie befand sich auf einem Flügeldeich östlich von der Einfahrt des Fedderwarder Hafens. Sie verfügte über fünf Geschütze.

## Geschichte
Die Arbeiten an den Batterien in Butjadingen begannen im Herbst 1810. Der vorrangige Zweck der Anlage war die Durchsetzung der Kontinentalsperre gegen England, also der Vereitelung von Schmuggel. Außerdem sollte damit eine Landung feindlicher Truppen erschwert werden.